# 反資本主義

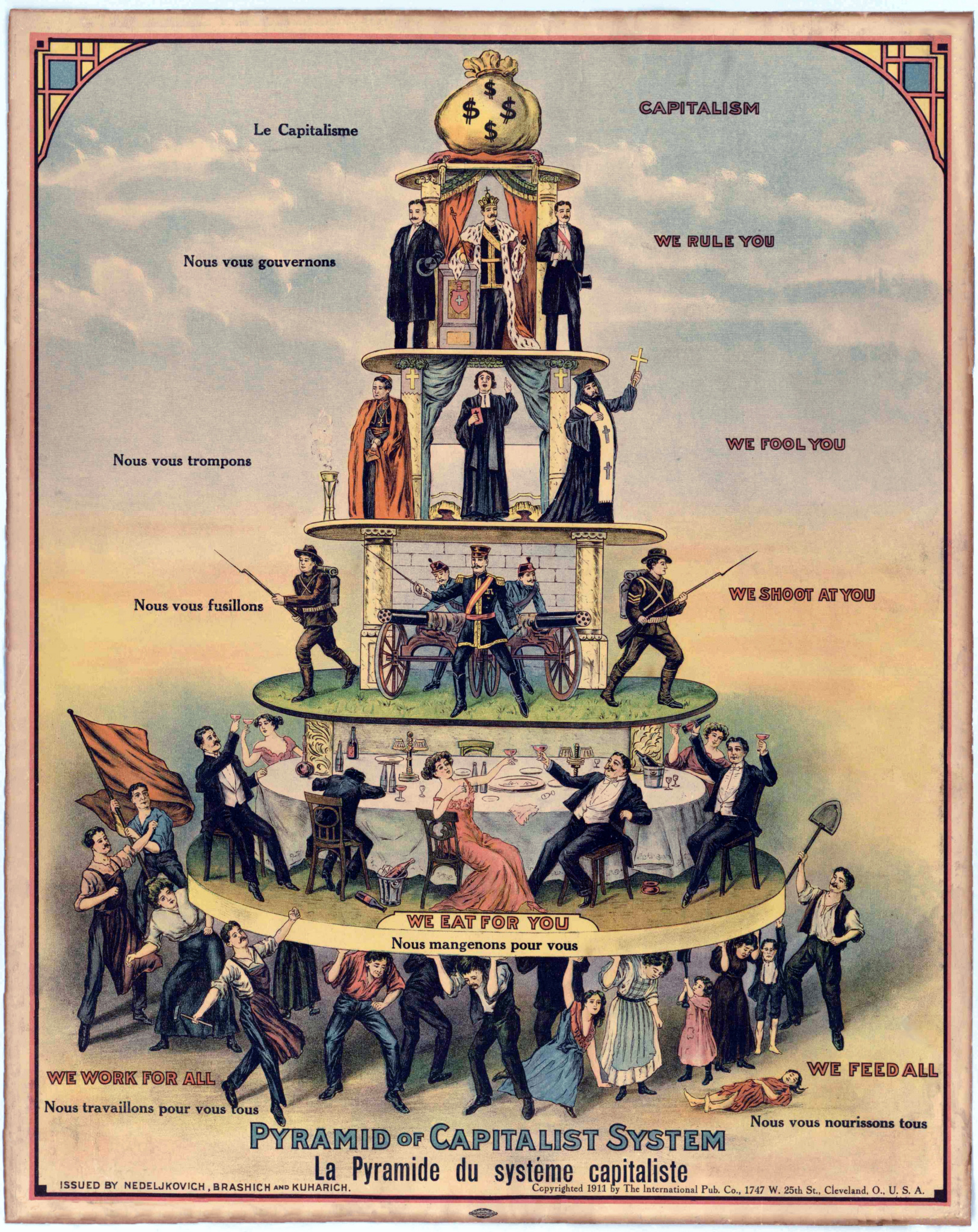
1911年の世界産業労働組合によるポスター。「資本主義のピラミッド」。各層の文字は上から「資本主義」「我々はあなたがたを支配する」「我々はあなたがたを騙す」「我々はあなたがたを撃つ」「我々はあなたがたに代わって食べる」「我々は皆さんのために働く、我々は皆さんを養う」

反資本主義（はんしほんしゅぎ、英語: Anti-capitalism）とは、資本主義に反対する思想や行動である。反資本主義の例には社会主義、共産主義、国家主義（ナショナリズム）、国家社会主義（ナチズム）、結束主義（ファシズム）、第三の道、第三の位置等がある。

## 概要
このような思想は19世紀以降において増加してきた。主な批判の内容としては、
- 低賃金、劣悪な労働環境
- 物価の乱高下
- 社会保障の不備
- 貧富の格差（経済的不平等）、失業・無業・無産層の存在
- 市場を求めて他国へ帝国主義的な侵略
- 資本が起因となる戦争
- 利益の追求ゆえの欠陥（市場の失敗）
- 自然環境の破壊

## 共産主義との関係
資本主義に反対するものは共産主義やファシズムなど、資本家の支配を否定し「労働者が実権を握るべき」という思想である。しかし、必ずしも共産主義に賛成する者ばかりではない。労働者が実権を握ってもやがて上層部が支配層となり崩壊を招くという危惧からのものである。

## 反新自由主義
21世紀に入って、資本主義の先祖返りとも言うべき新自由主義が世界的に推し進められたことへの反動から、ウォール街占拠運動などの運動が世界中で起きている。日本でも、もともと反資本主義を掲げる左派のみならず、資本主義そのものを否定はしないものの政権党の自民党より右の立場から、明確に反新自由主義を唱える人物や勢力が存在する（日本文化チャンネル桜など）。
森永卓郎は「権力側の者が、大勢の無知な大衆から搾取する、これが資本主義の本質である」、また「権力者・金持ちが一般庶民から搾取するという資本主義の本質を強化するのが新自由主義である」と指摘している。